# Oliver Villadsen
Oliver Villadsen (Allerød, 16 novembre 2001) è un calciatore danese, difensore del Brøndby.

## Caratteristiche tecniche
È un terzino destro.

## Carriera

### Club
Cresciuto nel settore giovanile del Nordsjælland, debutta in prima squadra l'11 agosto 2019 in occasione dell'incontro di Superligaen pareggiato 2-2 contro il Silkeborg.
Il 12 agosto 2024 viene ufficializzato il suo passaggio a titolo definitivo al Norimberga, club della seconda divisione tedesca.

### Nazionale
Ha giocato nelle nazionali giovanili danesi Under-16, Under-17, Under-18, Under-19, Under-20 ed Under-21.

## Statistiche

### Presenze e reti nei club
Statistiche aggiornate al 30 giugno 2025.
| Stagione            | Squadra             | Campionato          | Campionato | Campionato | Coppe nazionali | Coppe nazionali | Coppe nazionali | Coppe continentali | Coppe continentali | Coppe continentali | Altre coppe | Altre coppe | Altre coppe | Totale | Totale | Totale |
| Stagione            | Squadra             | Comp                | Pres       | Reti       | Comp            | Pres            | Reti            | Comp               | Pres               | Reti               | Comp        | Pres        | Reti        | Pres   | Reti   |        |
| ------------------- | ------------------- | ------------------- | ---------- | ---------- | --------------- | --------------- | --------------- | ------------------ | ------------------ | ------------------ | ----------- | ----------- | ----------- | ------ | ------ | ------ |
| 2019-2020           | Nordsjælland        | SL                  | 11         | 0          | CD              | 0               | 0               | -                  | -                  | -                  | -           | -           | -           | 11     | 0      |        |
| 2020-2021           | Nordsjælland        | SL                  | 23         | 0          | CD              | 2               | 0               | -                  | -                  | -                  | -           | -           | -           | 25     | 0      |        |
| 2021-2022           | Nordsjælland        | SL                  | 32         | 5          | CD              | 2               | 0               | -                  | -                  | -                  | -           | -           | -           | 34     | 5      |        |
| 2022-2023           | Nordsjælland        | SL                  | 31         | 0          | CD              | 5               | 0               | -                  | -                  | -                  | -           | -           | -           | 36     | 0      |        |
| 2023-2024           | Nordsjælland        | SL                  | 30         | 1          | CD              | 5               | 0               | UECL               | 6                  | 2                  | -           | -           | -           | 41     | 3      |        |
| ago. 2024           | Nordsjælland        | SL                  | 3          | 0          | CD              | 0               | 0               | -                  | -                  | -                  | -           | -           | -           | 3      | 0      |        |
| Totale Nordsjælland | Totale Nordsjælland | Totale Nordsjælland | 130        | 6          |                 | 14              | 0               |                    | 6                  | 2                  |             | -           | -           | 150    | 8      |        |
| ago. 2024-2025      | Norimberga          | 2B                  | 26         | 0          | CG              | 2               | 0               | -                  | -                  | -                  | -           | -           | -           | 28     | 0      |        |
| Totale carriera     | Totale carriera     | Totale carriera     | 156        | 6          |                 | 16              | 0               |                    | 6                  | 2                  |             | -           | -           | 178    | 8      |        |